# بيتر فـان هاوزن
بيتر فـان هاوزن هو لاعب كرة قدم ولاعب هوكي الحقل ماليزي، ولد في 3 سبتمبر 1932، وتوفي في 12 سبتمبر 2011.

## وصلات خارجية
- بيتر فـان هاوزن على موقع أوليمبيديا (الإنجليزية)